# Polypauropus falciferus
Polypauropus falciferus är en mångfotingart som beskrevs av Ulf Scheller 1970. Polypauropus falciferus ingår i släktet Polypauropus och familjen Polypauropodidae. Inga underarter finns listade i Catalogue of Life.